# Llista d'asteroides/161601-161700
| Nom      | Designació provisional | Data de descobriment   | Lloc de descobriment | Descobridor/s       |
| -------- | ---------------------- | ---------------------- | -------------------- | ------------------- |
| 161601 - | 2005 TU75              | 3 d'octubre de 2005    | Catalina             | CSS                 |
| 161602 - | 2005 TQ129             | 7 d'octubre de 2005    | Kitt Peak            | Spacewatch          |
| 161603 - | 2005 TY166             | 9 d'octubre de 2005    | Kitt Peak            | Spacewatch          |
| 161604 - | 2005 TU174             | 1 d'octubre de 2005    | Anderson Mesa        | LONEOS              |
| 161605 - | 2005 TR191             | 1 d'octubre de 2005    | Catalina             | CSS                 |
| 161606 - | 2005 UR38              | 24 d'octubre de 2005   | Kitt Peak            | Spacewatch          |
| 161607 - | 2005 UW54              | 23 d'octubre de 2005   | Catalina             | CSS                 |
| 161608 - | 2005 UZ68              | 23 d'octubre de 2005   | Catalina             | CSS                 |
| 161609 - | 2005 UA83              | 22 d'octubre de 2005   | Kitt Peak            | Spacewatch          |
| 161610 - | 2005 UN88              | 22 d'octubre de 2005   | Kitt Peak            | Spacewatch          |
| 161611 - | 2005 UR110             | 22 d'octubre de 2005   | Kitt Peak            | Spacewatch          |
| 161612 - | 2005 UQ127             | 24 d'octubre de 2005   | Kitt Peak            | Spacewatch          |
| 161613 - | 2005 UE274             | 24 d'octubre de 2005   | Palomar              | NEAT                |
| 161614 - | 2005 UG427             | 28 d'octubre de 2005   | Kitt Peak            | Spacewatch          |
| 161615 - | 2005 UQ440             | 29 d'octubre de 2005   | Catalina             | CSS                 |
| 161616 - | 2005 UB497             | 27 d'octubre de 2005   | Palomar              | NEAT                |
| 161617 - | 2005 UJ513             | 23 d'octubre de 2005   | Catalina             | CSS                 |
| 161618 - | 2005 VH117             | 11 de novembre de 2005 | Kitt Peak            | Spacewatch          |
| 161619 - | 2005 VH120             | 5 de novembre de 2005  | Kitt Peak            | Spacewatch          |
| 161620 - | 2005 WV57              | 25 de novembre de 2005 | Catalina             | CSS                 |
| 161621 - | 2005 WM92              | 25 de novembre de 2005 | Mount Lemmon         | Mount Lemmon Survey |
| 161622 - | 2005 WM115             | 29 de novembre de 2005 | Mount Lemmon         | Mount Lemmon Survey |
| 161623 - | 2005 WF158             | 26 de novembre de 2005 | Mount Lemmon         | Mount Lemmon Survey |
| 161624 - | 2005 WB202             | 29 de novembre de 2005 | Kitt Peak            | Spacewatch          |
| 161625 - | 2005 YJ7               | 22 de desembre de 2005 | Catalina             | CSS                 |
| 161626 - | 2005 YD8               | 22 de desembre de 2005 | Kitt Peak            | Spacewatch          |
| 161627 - | 2005 YH8               | 22 de desembre de 2005 | Kitt Peak            | Spacewatch          |
| 161628 - | 2005 YW29              | 25 de desembre de 2005 | Kitt Peak            | Spacewatch          |
| 161629 - | 2005 YL47              | 25 de desembre de 2005 | Catalina             | CSS                 |
| 161630 - | 2005 YP93              | 27 de desembre de 2005 | Catalina             | CSS                 |
| 161631 - | 2005 YS130             | 25 de desembre de 2005 | Kitt Peak            | Spacewatch          |
| 161632 - | 2005 YB244             | 30 de desembre de 2005 | Kitt Peak            | Spacewatch          |
| 161633 - | 2005 YL247             | 30 de desembre de 2005 | Mount Lemmon         | Mount Lemmon Survey |
| 161634 - | 2005 YN277             | 25 de desembre de 2005 | Kitt Peak            | Spacewatch          |
| 161635 - | 2005 YU290             | 25 de desembre de 2005 | Mount Lemmon         | Mount Lemmon Survey |
| 161636 - | 2006 AR50              | 5 de gener de 2006     | Kitt Peak            | Spacewatch          |
| 161637 - | 2006 AM58              | 8 de gener de 2006     | Kitt Peak            | Spacewatch          |
| 161638 - | 2006 AA68              | 5 de gener de 2006     | Mount Lemmon         | Mount Lemmon Survey |
| 161639 - | 2006 AS78              | 4 de gener de 2006     | Kitt Peak            | Spacewatch          |
| 161640 - | 2006 BJ5               | 21 de gener de 2006    | Mount Lemmon         | Mount Lemmon Survey |
| 161641 - | 2006 BE11              | 20 de gener de 2006    | Kitt Peak            | Spacewatch          |
| 161642 - | 2006 BZ21              | 22 de gener de 2006    | Mount Lemmon         | Mount Lemmon Survey |
| 161643 - | 2006 BS25              | 23 de gener de 2006    | Mount Lemmon         | Mount Lemmon Survey |
| 161644 - | 2006 BC30              | 20 de gener de 2006    | Kitt Peak            | Spacewatch          |
| 161645 - | 2006 BO40              | 21 de gener de 2006    | Kitt Peak            | Spacewatch          |
| 161646 - | 2006 BL56              | 21 de gener de 2006    | Mount Lemmon         | Mount Lemmon Survey |
| 161647 - | 2006 BO69              | 23 de gener de 2006    | Kitt Peak            | Spacewatch          |
| 161648 - | 2006 BH87              | 25 de gener de 2006    | Kitt Peak            | Spacewatch          |
| 161649 - | 2006 BR95              | 26 de gener de 2006    | Kitt Peak            | Spacewatch          |
| 161650 - | 2006 BM97              | 26 de gener de 2006    | Mount Lemmon         | Mount Lemmon Survey |
| 161651 - | 2006 BJ175             | 27 de gener de 2006    | Kitt Peak            | Spacewatch          |
| 161652 - | 2006 BC181             | 27 de gener de 2006    | Mount Lemmon         | Mount Lemmon Survey |
| 161653 - | 2006 BB206             | 31 de gener de 2006    | Mount Lemmon         | Mount Lemmon Survey |
| 161654 - | 2006 BE211             | 31 de gener de 2006    | Kitt Peak            | Spacewatch          |
| 161655 - | 2006 BZ234             | 31 de gener de 2006    | Kitt Peak            | Spacewatch          |
| 161656 - | 2006 BG251             | 31 de gener de 2006    | Kitt Peak            | Spacewatch          |
| 161657 - | 2006 BM268             | 27 de gener de 2006    | Catalina             | CSS                 |
| 161658 - | 2006 BS269             | 28 de gener de 2006    | Anderson Mesa        | LONEOS              |
| 161659 - | 2006 CB23              | 1 de febrer de 2006    | Kitt Peak            | Spacewatch          |
| 161660 - | 2006 CW34              | 2 de febrer de 2006    | Mount Lemmon         | Mount Lemmon Survey |
| 161661 - | 2006 CN59              | 6 de febrer de 2006    | Mount Lemmon         | Mount Lemmon Survey |
| 161662 - | 2006 CV59              | 6 de febrer de 2006    | Mount Lemmon         | Mount Lemmon Survey |
| 161663 - | 2006 DM3               | 20 de febrer de 2006   | Catalina             | CSS                 |
| 161664 - | 2006 DM16              | 20 de febrer de 2006   | Kitt Peak            | Spacewatch          |
| 161665 - | 2006 DS48              | 21 de febrer de 2006   | Catalina             | CSS                 |
| 161666 - | 2006 DN59              | 24 de febrer de 2006   | Mount Lemmon         | Mount Lemmon Survey |
| 161667 - | 2006 DD71              | 21 de febrer de 2006   | Mount Lemmon         | Mount Lemmon Survey |
| 161668 - | 2006 DS79              | 24 de febrer de 2006   | Kitt Peak            | Spacewatch          |
| 161669 - | 2006 DL83              | 24 de febrer de 2006   | Kitt Peak            | Spacewatch          |
| 161670 - | 2006 DP88              | 24 de febrer de 2006   | Kitt Peak            | Spacewatch          |
| 161671 - | 2006 DT90              | 24 de febrer de 2006   | Kitt Peak            | Spacewatch          |
| 161672 - | 2006 DB107             | 25 de febrer de 2006   | Mount Lemmon         | Mount Lemmon Survey |
| 161673 - | 2006 DH211             | 24 de febrer de 2006   | Kitt Peak            | Spacewatch          |
| 161674 - | 2006 EM53              | 2 de març de 2006      | Kitt Peak            | Spacewatch          |
| 161675 - | 2006 FU1               | 22 de març de 2006     | Catalina             | CSS                 |
| 161676 - | 2006 FQ4               | 23 de març de 2006     | Kitt Peak            | Spacewatch          |
| 161677 - | 2006 FM13              | 23 de març de 2006     | Kitt Peak            | Spacewatch          |
| 161678 - | 2006 FK17              | 23 de març de 2006     | Mount Lemmon         | Mount Lemmon Survey |
| 161679 - | 2006 FY46              | 23 de març de 2006     | Catalina             | CSS                 |
| 161680 - | 2006 GD15              | 2 d'abril de 2006      | Kitt Peak            | Spacewatch          |
| 161681 - | 2006 GK24              | 2 d'abril de 2006      | Kitt Peak            | Spacewatch          |
| 161682 - | 2006 GP33              | 7 d'abril de 2006      | Mount Lemmon         | Mount Lemmon Survey |
| 161683 - | 2006 GY42              | 12 d'abril de 2006     | Palomar              | NEAT                |
| 161684 - | 2006 GD50              | 8 d'abril de 2006      | Siding Spring        | SSS                 |
| 161685 - | 2006 GD52              | 9 d'abril de 2006      | Catalina             | CSS                 |
| 161686 - | 2006 HX16              | 19 d'abril de 2006     | Anderson Mesa        | LONEOS              |
| 161687 - | 2006 HC17              | 20 d'abril de 2006     | Kitt Peak            | Spacewatch          |
| 161688 - | 2006 HX24              | 20 d'abril de 2006     | Kitt Peak            | Spacewatch          |
| 161689 - | 2006 HD30              | 19 d'abril de 2006     | Catalina             | CSS                 |
| 161690 - | 2006 HF32              | 19 d'abril de 2006     | Kitt Peak            | Spacewatch          |
| 161691 - | 2006 HX41              | 21 d'abril de 2006     | Kitt Peak            | Spacewatch          |
| 161692 - | 2006 HS44              | 24 d'abril de 2006     | Mount Lemmon         | Mount Lemmon Survey |
| 161693 - | 2006 HL46              | 26 d'abril de 2006     | RAS                  | A. Lowe             |
| 161694 - | 2006 HV52              | 19 d'abril de 2006     | Anderson Mesa        | LONEOS              |
| 161695 - | 2006 HL81              | 26 d'abril de 2006     | Kitt Peak            | Spacewatch          |
| 161696 - | 2006 HR83              | 26 d'abril de 2006     | Kitt Peak            | Spacewatch          |
| 161697 - | 2006 HZ104             | 19 d'abril de 2006     | Catalina             | CSS                 |
| 161698 - | 2006 HL120             | 30 d'abril de 2006     | Kitt Peak            | Spacewatch          |
| 161699 - | 2006 HR140             | 26 d'abril de 2006     | Cerro Tololo         | M. W. Buie          |
| 161700 - | 2006 JK32              | 3 de maig de 2006      | Kitt Peak            | Spacewatch          |